# ایگل بند (میسیسیپی)
ایگل بند (به انگلیسی: Eagle Bend) یک منطقهٔ مسکونی در ایالات متحده آمریکا است که در شهرستان وارن، میسیسیپی واقع شده‌است.